# Куприно (Крым)
Ку́прино (до 1948 года Узкасты́; укр. Купріне, крымскотат. Uzqastı, Узкъасты) — село в Симферопольском районе Республики Крым, входит в состав Широковское сельское поселение (согласно административно-территориальному делению Украины — Широковского сельского совета Автономной Республики Крым).

## Население
| 2001 | 2014 |
| ---- | ---- |
| 281  | ↘200 |

Всеукраинская перепись 2001 года показала следующее распределение по носителям языка
| Язык             | Процент |
| ---------------- | ------- |
| крымскотатарский | 42,35   |
| русский          | 35,23   |
| украинский       | 21,35   |
| другие           | 0,36    |

### Динамика численности
- 1989 год — 150 чел.[10]
- 2001 год — 281 чел.[11]
- 2009 год — 219 чел.[12]
- 2014 год — 200 чел.[13]

## Современное состояние
В Куприно 5 улиц, площадь, занимаемая селом, 9,8 гектара, на которой в 81 дворе, по данным сельсовета на 2009 год, числилось 219 жителей.

## География
Село Куприно расположено на севере района, в степной зоне Крыма, высота центра села над уровнем моря — 124 м. Расстояние до Симферополя — около 34 километров (по шоссе), в 2 км севернее шоссе Симферополь — Евпатория; ближайшая железнодорожная станция Пролётная — в 6,5 километрах. Соседние сёла: на севере Широкое — около 4 км, в 2 км южнее Новый Сад и Журавлёвка — также примерно 2 км к западу. Транспортное сообщение осуществляется по региональной автодороге 35-Н-510 Куприно — Дивное (по украинской классификации С-0-11315).

## История
Судя по доступным документам, в которых Узкасты впервые упоминается по случаю переименования в Куприно указом Президиума Верховного Совета РСФСР от 18 мая 1948 года, село молодое, организованное в предвоенные годы в Биюк-Онларском районе. Узкасты ещё отсутствуют на километровой карте Генштаба Красной армии 1941 года (в которой за картооснову, в основном, были взяты топографические карты Крыма масштаба 1:84000 1920 года и 1:21000 1912 года), но обозначено на двухкилометровке РККА 1942 года. С 25 июня 1946 года Узкасты в составе Крымской области РСФСР, а 26 апреля 1954 года Крымская область была передана из состава РСФСР в состав УССР. Время включения в состав Амурского сельского совета сельсовета пока не установлено: на 15 июня 1960 года село уже числилось в его составе.
После упраздненения в 1962 году Октябрьского района, во исполнение указа Президиума Верховного Совета УССР «Об укрупнении сельских районов Крымской области», от 30 декабря 1962 года Куприно присоединили к Красногвардейскому району, а 1 января 1965 года, указом Президиума ВС УССР «О внесении изменений в административное районирование УССР — по Крымской области», включили в состав Симферопольского. Решением Крымоблисполкома от 29 июня 1979 года образован Широковский сельсовет, в который вошло село. По данным переписи 1989 года в селе проживал 281 человек. С 12 февраля 1991 года село в восстановленной Крымской АССР, 26 февраля 1992 года переименованной в Автономную Республику Крым. С 21 марта 2014 года в составе Крыма аннексировано Россией.